# Dongria Kondh

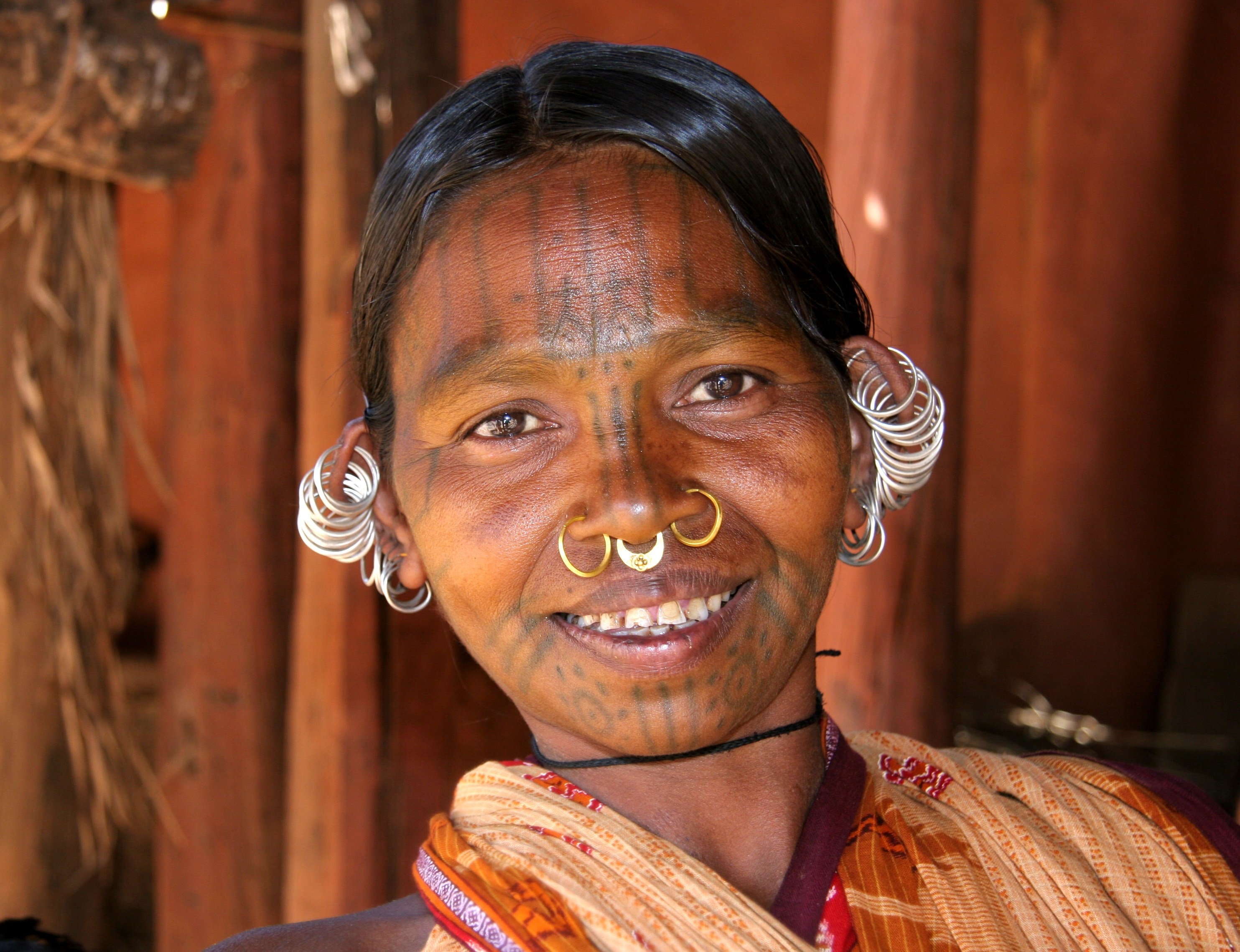
Donna kondh

I Dongria Kondh sono un popolo indigeno che vive nelle colline di Niyamgiri, nello stato indiano di Odisha. Contano circa 8000 persone e costituiscono una delle tribù più isolate del continente indiano. 
Venerano la montagna di Niyam Dongar, la più alta delle colline di Niyamgiri, in quanto dimora del loro dio Niyam Raja. Si sono dati il nome di Jharnia, “protettori dei torrenti”, perché proteggono ldalle sue foreste. 

## La lotta contro Vedanta
La compagnia mineraria britannica Vedanta Resources progetta da molti anni di costruire una miniera di bauxite nel cuore delle terre della tribù nonostante la ferma opposizione dei Dongria. 
Nel 2008 Survival International, il movimento mondiale per i popoli indigeni, ha lanciato una campagna in sostegno alla lotta dei Dongria Kondh e ha pubblicato un breve documentario dal titolo “Mine – Storia di una montagna sacra”, narrato in italiano dall'attore Claudio Santamaria
. 
A seguito del dilagare delle proteste in India e in altri paesi del mondo, diversi azionisti di Vedanta hanno deciso di vendere le proprie azioni, tra questi anche la Chiesa d'Inghilterra, che ha dichiarato che la compagnia “non ha mostrato il livello di rispetto per i diritti umani e le comunità locali che ci saremmo aspettati.”
Nel 2013 la Corte Suprema indiana ha riconosciuto i diritti dei Dongria Kondh sulle colline di Niyamgiri e ha ordinato che i villaggi interessati dal progetto venissero consultati: il voto contrario è stato unanime. Si attende ancora la decisione finale, che a questo punto spetta al Ministro dell'Ambiente indiano.